# Le follie dell'imperatore (videogioco)
Le follie dell'imperatore (The Emperor's New Groove) è un videogioco d'azione per PC, PlayStation e Game Boy Color sviluppato dalla Argonaut Games e Sandbox Studios e pubblicato nel 2000 dalla Sony Interactive Entertainment e Ubisoft. Il videogioco è ispirato al film d'animazione della Walt Disney Feature Animation (oggi Walt Disney Animation Studios) Le follie dell'imperatore.

## Trama
Il capriccioso e viziato Kuzco un giorno si ritrova trasformato in lama dalla strega Yzma, che vuole impossessarsi del trono e governare sul regno. Kuzco deve impedirlo attraversando con l'aiuto di Pacha e dei figli Tipo e Chaca una serie di livelli partendo dal villaggio e arrivando nella sua città.
Per farlo però Kuzco deve ogni tanto trovare degli Idoli Rossi che possiede un piccolo villico impertinente che lo sfida in giochi, inoltre spesso deve combattere contro Yzma e il suo complice Kronk che cercano di ostacolare il suo cammino.

## Modalità di gioco
Il viaggio è arricchito da enigmi e mini-livelli da superare mediante la trasformazione di Kuzco in vari animali tra cui in un ranocchio, in un coniglio e in una tartaruga.
Per completare un livello al 100% Kuzco deve raccogliere tutte le monete, scovare tutti i segreti e trovare un orsacchiotto che gli permetterà, una volta morto, di ripartire dall'ultimo Punto di Controllo.

## Livelli

### Il villaggio
In questa ambientazione Kuzco inizia il suo viaggio verso il suo palazzo, raccogliendo monete, superando prove uccidendo nemici sotto forma di insetti e guardie di Yzma con le abilità che apprenderà da Tipo e Chaca. Molte porte che portano ai passaggi successivi (come in tutti i livelli) sono bloccate e necessitano di una chiave: un Idolo Rosso che raffigura la testa dell'imperatore e Kuzco deve trovarle in ogni cantone. Due volte Kuzco dovrà recuperare l'idolo da un bambino del villaggio, distruggendo la sua bici-lama con la carica o con lo sputo. Nel terzo capitolo Kuzco sfiderà Kronk in una gara di velocità, trasformato in tartaruga. Mentre nell'ultimo, dopo essere uscito dal villaggio, senza farsi vedere da Pacha avrà un breve scontro con Yzma.

### La giungla di notte
Uscito dai confini del villaggio di Pacha, Kuzco deve proseguire il viaggio servendosi dell'aiuto di una mosca e delle indicazioni di uno scoiattolo impertinente che lo porteranno fuori da quel luogo scuro. Nel primo capitolo egli supera alcuni passaggi e incontra i nemici che lo accompagneranno per tutto il viaggio: degli enormi ragni rossi e neri ed arriva all'entrata del secondo capitolo mediante una zattera sorretta da dei palloncini colorati. Nella seconda entrata Kuzco deve trovare due Idoli Rossi per passare nel terzo capitolo superando una serie di prove (tra cui distruggere nuovamente la bici del bambino del villaggio). Nel terzo capitolo Kuzco s'imbatte in un gruppo di giaguari neri che lo inseguono. Per tutto il percorso Kuzco deve fuggire senza mai rallentare fino alla fine.

### Il fiume
Mentre Kuzco sta sull'orlo di un precipizio braccato dai felini, interviene Pacha che lo salva a bordo di una liana, che però si scontra con un tronco avvolgendo i due ad esso. Come se non bastasse il tronco si spezza e precipita nel fiume. Nei primi due capitoli i due devono manovrare il tronco e non lasciarsi trasportare dai mulinelli della corrente e fare attenzione ad alcuni nemici come ragni e tartarughe che trovano per la strada. Kuzco riceve dalla figlia di Pacha, Chaca, una certa quantità di semi che dovrà sputare addosso a dei coccodrilli per passare nell'area successiva. Nella terza parte del livello i due vengono sfidati dal bambino del villaggio in una gara: chi arriva primo alla fine del percorso vince e potrà passare all'area successiva. Nella quarta parte Pacha e Kuzco si rincontrano con Yzma che blocca il passaggio e lancia loro dei pupazzi gonfiabili a forma di animale. Kuzco se ne deve sbarazzare servendosi del suo sputo per allontanarli e farli scontrare con la barriera che impedisce il loro passaggio distruggendola.

### La giungla di giorno
Dopo aver affrontato l'ultima e più grande cascata, Kuzco e Pacha vengono trasportati dalla corrente sulla riva della foresta da cui sono fuggiti, solo che questa volta è mattino e il posto non sembra più tanto lugubre come prima ma ci sono sempre tentacoli animati e piante carnivore oltre ad api e uccelli. Nei primi due capitoli Kuzco si separa dall'amico deve prima eludere alcune guardie messe da Yzma attraversando un labirinto senza farsi scoprire e poi risolvere diversi enigmi e percorsi a ostacoli per trovare due Idoli Rossi. Nel terzo capitolo Kuzco dovrà risolvere enigmi e superare alcune prove trasformandosi in ranocchio. Nell'ultima parte del livello Kuzco ridiventa lama, si ricongiunge con Pacha al ristorante e deve trovare l'ultimo Idolo che lo condurrà al sentiero della montagna.

### La montagna
Lasciatosi alle spalle la giungla, Kuzco deve percorrere lo stretto e tortuoso sentiero della montagna che lo separa dalla città. Nei primi due capitoli deve trovare i vari passaggi, superare caverne oscure e risolvere indovinelli che lo porteranno man mano nelle aree successive. Dovrà anche passare attraverso ponti crollati e piattaforme roteanti e affrontare guardie, pipistrelli e scorpioni oltre a un uomo vestito da condor. Nella terza parte Kuzco supera un percorso pieno di massi rotolanti che muovono verso di lui e gareggia di nuovo con Kronk in una sfida di pattinaggio: vince l'Idolo Rosso chi prende più Idoli Verdi.

### La città
Giunti finalmente in città Kuzco e Pacha devono trovare tutti i passaggi, talvolta anche superando percorsi pieni zeppi di guardie senza farsi vedere, per arrivare nelle sezioni successive. Nei primi due capitoli Kuzco dovrà aiutare un vecchietto a trovare il suo coniglio, distruggere quadri e statue di Yzma, sconfiggere il capitano delle guardie, affrontare nuovamente il bambino del villaggio sulla sua bici-lama e superare percorsi a tempo per recuperare l'idolo d'oro. L'ultimo capitolo è ambientato nel palazzo di Kuzco dove l'imperatore dovrà completare una serie di difficili enigmi, trovare segreti e sconfiggere guardie ed evitare brutti incontri con i coccodrilli per raggiungere la sala del trono dove Kuzco dovrà affrontare nuovamente la perfida Yzma per riconquistare il suo regno.

### Le catacombe
Dopo aver affrontato per l'ennesima volta Yzma, Kuzco e Pacha la inseguono attraverso le tortuose e buie vie delle catacombe. Nei capitoli 1, 3 e 5 Pacha e Kuzco manovrano una sedia mobile che percorre le montagne russe e dovranno attraversare il percorso evitando di cadere. Negli altri livelli Kuzco è da solo e deve attraversare tutti i percorsi pieni di enigmi, trappole e segreti. Nella seconda parte Kuzco affronterà nuovamente il bambino del villaggio oltre a un gruppo di cubi di pietra rotolanti. Nel quarto capitolo l'imperatore si trasformerà inizialmente in coniglio e dovrà fuggire da un cubo fantasma per poi riunirsi con Pacha e ritornare lama prima di accedere al laboratorio.

### Il laboratorio
I due eroi riescono a raggiungere la perfida Yzma nel suo laboratorio segreto, ma i guai non sono ancora finiti. Kuzco deve fare appello a tutte le sue abilità per passare di capitolo in capitolo, trasformandosi in varie creature animalesche. Nel primo capitolo Kuzco deve fronteggiare le guardie di Yzma, anch'esse tramutate in bestie come ramarri, scimmie o mucche e Yzma lo trasforma in coniglio. Nella seconda parte Pacha gli fa bere una pozione trasformandolo in tartaruga. Inoltre Kronk è sulle loro tracce e i due devono discendere una scalinata tortuosa. Nella terza sezione Pacha trova un'altra pozione che rende le sembianze di un ranocchio allo sfortunato imperatore. Egli dovrà trovare l'Idolo Rosso per uscire da quel posto. Nelle ultime due sezioni del livello finale, Kuzco deve trovare Yzma che si è impadronita dell'unica pozione rimasta che lo renderà di nuovo umano, facendo attenzione a non precipitare nel vuoto mentre cammina sulle strette vie della facciata del suo palazzo. Inoltre incontrerà una sua vecchia conoscenza del villaggio che lo sfida in una gara con un Idolo Rosso come premio. Alla fine Kuzco trova Yzma che beve una pozione pensando di trasformarsi in un mostro orrendo, ma in realtà la renderà un dolce micino. La megera sfida l'imperatore in un'ultima gara attraverso le vie della facciata del palazzo per trovare la stanza segreta dove si trova l'ultima pozione.

## Doppiaggio
Alcuni dei doppiatori originali del film sono presenti anche nel gioco tranne David Spade, doppiatore di Kuzco nel film, che è qui sostituito da J.P. Manoux. Nella versione italiana tutti i doppiatori sono sostituiti: in particolare, Luca Bizzarri è sostituito da Massimiliano Alto e Anna Marchesini è sostituita da Ludovica Modugno.